# Mysateles garridoi
Mysateles garridoi é uma espécie de roedor da família Capromyidae.
Endêmica de Cuba, pode ser encontrada apenas no Arquipélago dos Canarreos. Conhecida de apenas três exemplares, um coletado em Cayo Majá em 1970, e dois coletados em cayos próximos em 1989.